# Gamma Sextantis
γ Sextantis (Gamma Sextantis, kurz γ Sex) ist ein mit bloßem Auge gerade noch wahrnehmbarer Doppelstern im nahe dem Himmelsäquator gelegenen Sternbild Sextant. Die scheinbare Gesamthelligkeit des Systems beträgt 5,05m. Nach Parallaxen-Messungen der Raumsonde Hipparcos ist es etwa 278 Lichtjahre von der Erde entfernt.
Die hellere Hauptkomponente γ Sex A hat eine scheinbare Helligkeit von 5,43m und ist ein Hauptreihenstern der Spektralklasse A1 V. Sie besitzt etwa 2,6 Sonnenmassen und die 57-fache Sonnenleuchtkraft. Der leuchtschwächere Begleitstern γ Sex B ist 6,41m hell und gehört dem Spektraltyp A4 V an. Von der Erde aus gesehen betrug seine Winkeldistanz zur Hauptkomponente γ Sex A im Jahr 2019 ungefähr 0,50 Bogensekunden. Daher können die beiden Komponenten nur in größeren Teleskopen ab 30 cm Öffnung aufgelöst werden. Der Begleiter umkreist seinen Zentralstern mit einer Periode von 77,55 Jahren auf einer stark elliptischen Umlaufbahn, deren Exzentrizität 0,691 beträgt. Die große Halbachse des Orbits hat 0,383 Bogensekunden. Die Bahnebene ist um 145,1° gegen die Sichtlinie zur Erde geneigt.
Der Washington Double Star Catalog verzeichnet eine 12,28m helle dritte Komponente γ Sex C, die auch die Bezeichnung UCAC4 410-050567 trägt und im Jahr 2000 etwa 36,9 Bogensekunden vom Hauptstern γ Sex A unter einem Positionswinkel von 333° entfernt stand. Es handelt sich aber nur um einen scheinbaren Begleiter, der zufällig auf derselben Sichtlinie wie das Doppelsternsystem γ Sex AB liegt. Er besitzt eine von diesem differierende Eigenbewegung und ist den Parallaxen-Messungen der Raumsonde Gaia zufolge mit einer Distanz von knapp 900 Lichtjahren mehr als dreimal so weit von der Erde entfernt.